# 深山の桜
『深山の桜』（みやまのさくら）は、神家正成による日本のミステリー小説。

## 概要
自衛隊を題材にしたミステリーで、神家正成のデビュー作。第13回『このミステリーがすごい!』大賞優秀賞受賞作品。

## ストーリー
南スーダンの自衛隊宿営地で頻発する事件を、定年間近の准尉と若い士長のコンビが追う。
日本から約一万二千キロ、アフリカ大陸。国際連合南スーダン派遣団の第五次派遣施設隊内では盗難が相次いでいた。定年間近の自衛官・亀尾准陸尉と部下の杉村陸士長が調査に乗り出すが、さらに不可解な事件が連続して発生する。果たして相次ぐ事件は何を意味するのか。日本から特別派遣されてきたオネエの警務官・植木一等陸尉も調査に加わり、事件の謎に挑む。

## 主な登場人物
植木礼三郎
中央警務隊で数々の事件を解決してきたオネエキャラの自衛官。亀尾の親友自衛官の息子でもある。
亀尾忠二
少年工科学校からの叩き上げ。語学が得意で、さまざまな海外派遣では重宝されてきた自衛官。